# Экспедиция Нарваэса
Экспедиция Нарваэса — экспедиция, организованная испанской короной с целью колонизации Испанской Флориды, возглавляемая Панфило де Нарваэсом, назначенным аделантадо всех открытых земель. 
В ходе ее в период с 1528 по 1536 год были исследованы территории юга современных США и севера Мексики. Члены экспедиции стали первыми европейцами, которые увидели реку Миссисипи, прошли вдоль побережья Мексиканского залива в современном штате Техас.
Сделав остановки на островах Эспаньола и Куба, члены экспедиции достигли Флориды, высадившись около залива Тампа, где подвергались нападению индейцев, страдали от сильного голода и болезней. В сентябре 1528 года, после попытки отплыть в Мексику, только 80 человек спаслись, их унесло ураганом к острову Галвестон. В последующие годы почти все из них погибли, выжили только четверо.
В 1536 году Альвар Нуньес Кабеса де Вака, Алонсо Мальдонадо, Андресу Дорантес и мавританский раб Эстеванико — наконец встретились с испанцами на территории современной Мексики. Вернувшись в Испанию, Кабеса де Вака приобрел известность после того, как написал о событиях экспедиции книгу «Кораблекрушения Альвара Нуньеса Кабесы де Вака», опубликованную в 1542 году.

## Подготовка
25 декабря 1526 года Карл V предоставил Панфило де Нарваэсу лицензию на завоевание и заселение земель побережья Мексиканского залива и юга США. Лицензия обязывала его в течение года отправиться в экспедицию, основать два поселения по сто человек в каждом и воздвигнуть две крепости в любом месте вдоль побережья.
Альвар Нуньес Кабеса де Вака был назначен заместителем командира и казначеем всей экспедиции. Большинство из собранных 600 человек были солдатами, в основном из Испании, Португалии и Италии.
17 июня 1527 года экспедиция покинула испанский порт Санлукар-де-Баррамеда.
В августе экспедиция прибыла на остров Эспаньола, во время пребывания на котором часть людей дезертировала - около 100 человек покинули экспедицию в первый месяц пребывания в Санто-Доминго.
В конце сентября флот экспедиции достиг поселения Сантьяго-де-Куба на Кубе, где запаслись припасами, лошадьми и поселенцами.
В феврале экспедиция отправилась к Гаване. На тот момент в экспедиции насчитывалось около 400 человек и 80 лошадей. Через два дня после выхода из Сьенфуэгоса все корабли флота сели на мель на песчаных отмелях архипелага Лос-Канарреос, откуда удалось вырваться только после поднятия уровня моря. Преодолев штормы, экспедиция обогнула западную оконечность Кубы, направившись к Гаване, однако ветер сносил флот в Мексиканский залив, поэтому было решено осуществить плавание к новым землям.

## Флорида
12 апреля 1528 года экспедиция обнаружила землю к северу от залива Тампа. Повернув на юг и наконец, увидев неглубокую бухту, испанцы бросили здесь якорь, приготовившись сойти на берег. Нарваэс высадился с 300 людьми возле Рио-де-лас-Пальмас, места, известного сейчас как Jungle Prada близ Сент-Питерсберг.
Несколько высадившихся участников экспедиции открыли опустевшую индейскую деревню, где был обнаружен небольшой золотой диск, найденный среди рыболовных сетей. Нарваэс приказал остальным силам высадиться и разбить лагерь. На следующий день королевские чиновники сошли на берег и с большим ритуалом официально объявили эти земли собственностью испанской короны и владением Нарваэса, как губернатора Флориды. Индейцам было предложено обратиться в христианство.
Тем временем вглубь страны была отправлена группа солдат, которая обнаружила еще одну деревню. Испанцы смогли здесь найти немного еды и золота. Местные жители им рассказали, что у жителей племени Апалачи, которые проживают на севере, и того, и другого предостаточно. Вернувшись в лагерь было принято решение отправиться на север.
1 мая Нарваэс решил разделить свои силы на сухопутный и морской отряды. Он решил, что армия из 300 человек пойдет сушей на север, а корабли с оставшимися 100 людьми направятся вверх по побережью и там встретятся.
Сухопутный отряд маршировал в течение двух недель, испытывая страшный голод, прежде чем войти в индейскую деревню к северу от реки Витлакучи. Использовав кукурузу, высаженную на полях индейцев, удалось пополнить запасы продовольствия, по обеим сторонам реки были отправлены две разведывательные группы в поисках каких-либо следов кораблей. Не сумев их найти, Нарваэс приказал двигаться дальше на север.
Спустя несколько лет Кабеса де Вака узнал, что случилось с кораблями. Проплыв на север и не найдя сухопутной группы, корабли решили вернуться к заливу Тампа. После этого флот снова почти год искал наземную группу, прежде чем направился в Мексику. Хуан Ортис, один из матросов, был захвачен индейцами Токобага, прожил в плену почти двенадцать лет, пока не был спасен членами экспедиции Эрнандо де Сото.

## Апалачи и Ауте

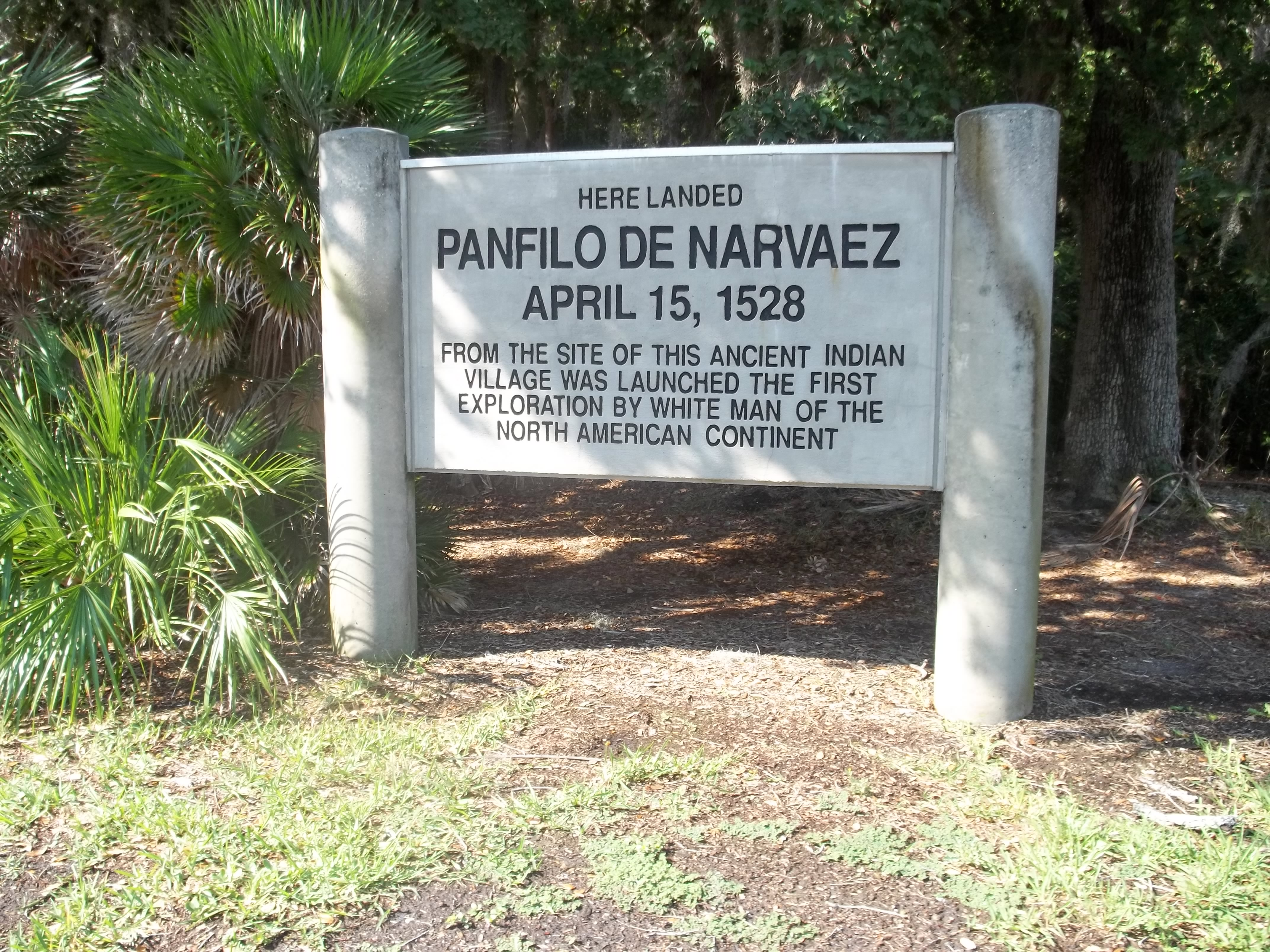
Указатель в Jungle Prada.

25 июня 1528 года отряд находился на территории Апалачей. Замеченное поселение из примерно сорока домов посчитали столицей, однако это был всего лишь небольшой периферийный городок, гораздо более развитой культуры. Заняв его испанцы не нашли обещанного золота и богатства, на что так надеялся Нарваэс, только много кукурузы.
Вскоре на поселение напали воины Апалачей, своими зажженными стрелами подожигая дома, занятые европейцами. Испанцы снова двинулись в поход, подвергаясь постоянным нападениям воинов Апалачей, которые обрушивали на них град из стрел, затем исчезая в лесу. В течение следующих трех недель они непрерывно преследовали испанцев, используя партизанскую тактику. Три разведывательных отряда испанцев не нашли никаких следов больших и богатых городов. Разочарованный неудачей, Нарваэс приказал отправиться на юг. Пленники рассказали, что у племени Ауте много еды, а их города находятся близко к морю.
Следующие две недели члены экспедиции пробирались через болото, время от времени подвергаясь нападениям Апалачей. Когда испанцы наконец добрались до деревни Ауте, она оказалась заброшенной и сожженной. Собрав на индейских полях достаточно кукурузы, фасоли и тыквы (Три сестры), удалось наконец прокормиться, ведь многие из солдат к тому времени были голодны, ранены и больны. Через два дня Нарваэс отправил Кабеса де Вака искать проход к морю, но моря найдено не было, только спустя полдня пути был открыт неглубокий соленый водоем, полный устриц.
Нарваес решил отправиться к этому открытому водоему в поисках еды. Все оставшиеся лошади везли больных и раненых, испанцы в тот момент находились на грани выживания, некоторые поговаривали о каннибализме, как средстве выживания. Во время марша часть солдат планировала украсть лошадей, бросив таким образом всех слабых. Нарваэс к тому моменту был слишком болен, чтобы подавить этот бунт, Кабеса де Вака узнав об этом плане, убедил людей остаться.

## Залив Лошадей
После нескольких дней ловли устриц, один из солдат предложил перековать свое оружие и доспехи на инструменты, из которых можно было построить суда, на которых можно было добраться до Пануко. Все согласились с этой идеей, и к строительству приступили 4 августа 1528 года. Из бревен была построена кузница, с мехами из оленьих шкур. Уголь для горна добывали срубая и сжигая деревья, из оружейного железа были изготовлены молотки, пилы, топоры и гвозди. Конопатка была сделана из смолы сосен, а в качестве пакли использовали сердцевину пальмы. Из своих рубах, сшитых вместе, изготовили паруса. За время строительства, в результате набегов на города Ауте было собрано 640 бушелей кукурузы.
Лошадей забивали для еды и материалов при строительстве судов, по одной каждые три дня, использовав конский волос для плетения веревок и шкуры, для изготовления бурдюков для воды. Поскольку лошади были очень важны для испанцев, особенно для знати, залив, где происходило строительство назвали в их честь.
20 сентября была завершена постройка пяти лодок и 22 сентября 1528 года испанцы вышли в море. К этому моменту, после опустошительных болезней, голода и нападений в живых оставалось 242 человека. На каждом судне, длиной 30—40 футов с парусами и вёслами, находилось около 50 человек.

## Техас и юго-запад Северной Америки

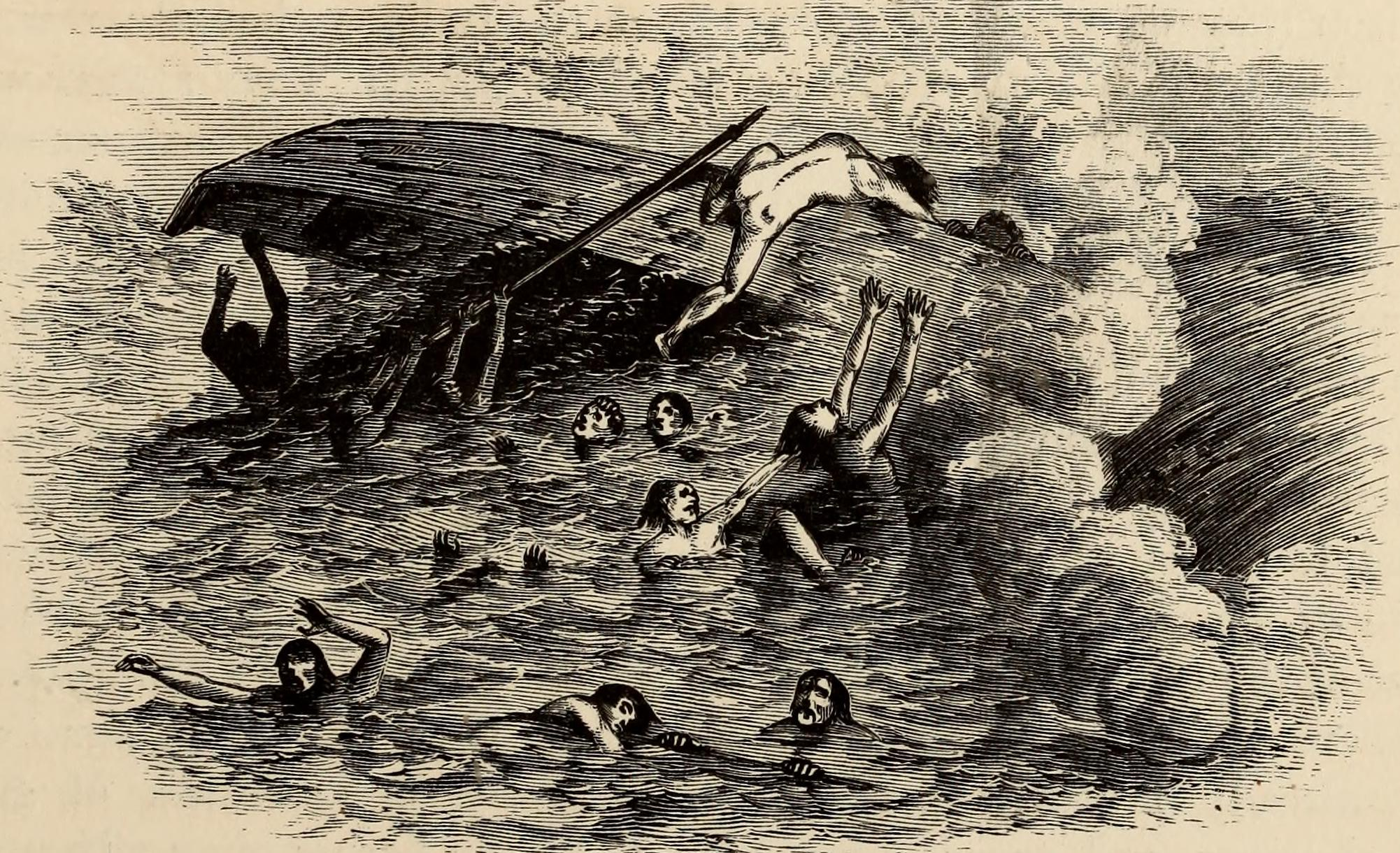
Кораблекрушение

Штормы, жажда и голод сократили число европейцев до 80 человек, когда в один из дней плавания, ураган обрушился на выживших в районе Барьерных островов. Считается, что суда выбросило на берег близ современного города Галвестон. В течение следующих четырех лет Кабеса де Вака и все уменьшающееся число его товарищей жили среди индейцев Южного Техаса.
К 1532 году в живых остались только четверо участников из первоначальной экспедиции: Альвар Нуньес Кабеса де Вака, Алонсо Мальдонадо, Андрес Дорантес и раб Эстеванико. Они направились сначала на запад, а потом на юг, в надежде достичь аванпоста Испанской империи в Мексике, став первыми европейцами, путешествующими по юго-западу Северной Америки. Их маршрут проходил через современный Техас, Нью-Мексико и Аризону, а также через северные провинции Мексики.
В июле 1536 года недалеко от Кульякана, выжившие наконец встретились с испанцами, которые организовывали рабский набег в Новой Испании. Как позже писал Кабеса де Вака, его соотечественники «были поражены, увидев меня, странно одетого, в компании индейцев. Они долго смотрели».